# Рев'якинська сільська рада
Рев'я́кинська сільська́ ра́да — колишній орган місцевого самоврядування в Путивльському районі Сумської області. Адміністративний центр — село Рев'якине.

## Загальні відомості
- Населення ради: 492 особи (станом на 2001 рік)

## Населені пункти
Сільській раді підпорядковані населені пункти:
- с. Рев'якине
- с. Мишутине

## Склад ради
Рада складається з 12 депутатів та голови.
- Голова ради: Васильєва Світлана Василівна
- Секретар ради: Сакунова Алла Олександрівна

### Керівний склад попередніх скликань
| Прізвище, ім'я, по батькові  | Основні відомості                                                 | Дата обрання | Дата звільнення |
| ---------------------------- | ----------------------------------------------------------------- | ------------ | --------------- |
| Шибаєв Олексій Михайлович    | Сільський голова, 1972 року народження, безпартійний              | 26.03.2006   | 31.10.2010      |
| Васильєва Світлана Василівна | Сільський голова, 1967 року народження, освіта вища, позапартійна | 31.10.2010   |                 |

Примітка: таблиця складена за даними сайту Верховної Ради України